# Arno Strohmeyer
Arno Strohmeyer (* 26. Juli 1963 in Obergrafendorf, Niederösterreich) ist ein österreichischer Historiker. Seit 2007 hat er einen Lehrstuhl für Allgemeine Geschichte der Neuzeit an der Universität Salzburg inne. Die Politikgeschichte hat er methodisch und theoretisch durch anthropologische und kulturwissenschaftliche Fragestellungen bereichert.

## Leben und Wirken
Arno Strohmeyer studierte von 1982 bis 1986 Geschichte und Ethnologie an der Universität Wien. Von 1987 bis 1991 war er Wissenschaftliche Hilfskraft bei der Historischen Kommission bei der Bayerischen Akademie der Wissenschaften. Er promovierte 1991/92 an der Universität Wien mit der Arbeit Das europäische Gleichgewicht der Kräfte in der Frühen Neuzeit. Idee und System. Von 1996 bis 2001 war Strohmeyer Wissenschaftlicher Mitarbeiter am Geisteswissenschaftlichen Zentrum für Geschichte und Kultur Ostmitteleuropas in Leipzig. Von 2001 bis 2004 war er Wissenschaftlicher Assistent am Historischen Seminar der Universität Bonn am Lehrstuhl Frühe Neuzeit bei Maximilian Lanzinner. 2003 erfolgte die Habilitation mit der Arbeit Konfessionskonflikt und Herrschaftsordnung. Widerstandsrecht bei den österreichischen Ständen (1550–1650). Von 2004 bis 2007 war er Wissenschaftlicher Oberassistent bei Lanzinner in Bonn. Im Sommersemester 2006 lehrte er als Gastprofessor an der Universität Wien. Seit 2007 lehrt er als ordentlicher Professor für Allgemeine Geschichte der Neuzeit an der Universität Salzburg.
Einen Ruf an die Universität Wien auf einen Lehrstuhl für Geschichte der Neuzeit mit dem Schwerpunkt Frühe Neuzeit hat er 2012 abgelehnt. Im Jahr 2013 wurde er korrespondierendes Mitglied der Österreichischen Akademie der Wissenschaften. Von 2009 bis 2011 war er Stellvertretender Leiter und von 2011 bis 2015 Leiter des Fachbereichs Geschichte der Universität Salzburg. Von 2015 bis 2017 war er wiederum Stellvertretender Leiter. Von 2011 bis 2015 gehörte er außerdem dem Fakultätsrat der Kultur- und Gesellschaftswissenschaftlichen Fakultät der Universität Salzburg. Von 2017 bis 2020 war er Wissenschaftlicher Direktor und Stellvertretender Direktor des Instituts für Neuzeit- und Zeitgeschichtsforschung (INZ) der Österreichischen Akademie der Wissenschaften (ÖAW) in Wien. Dort leitete er den Forschungsbereich „Kulturelles Erbe: Biographik und Editionen“. Von 2017 bis 2021 war wissenschaftlicher Direktor und stellvertretender Direktor und von 2021 bis 2023 Direktor des Instituts for Habsburg and Balkan (IHB) Studies der Österreichischen Akademie der Wissenschaften in Wien. Seit 2023 ist er wieder wissenschaftlicher Direktor und stellvertretender Direktor des IHB.
Zu seinen Forschungsschwerpunkten zählen Herrschaftssysteme und Widerstand, Probleme der Friedenssicherung, die Interkulturalität von Diplomatie, die Verflechtung von Religion und Politik, die Geschichte der Historiographie, Digital Humanities und Quelleneditionen. Zeitlich konzentriert er sich dabei auf die Frühe Neuzeit, räumlich auf die Habsburgermonarchie, das Heilige Römische Reich und das Osmanische Reich. Strohmeyer arbeitet an einer Edition der Autobiographie von Karl Brandi.
Strohmeyer nahm 1984 und 1988 im Degenfechten an den Olympischen Sommerspielen teil. Er war mehrmals Österreichischer Staatsmeister.

## Schriften
Monographien
- Die Habsburger Reiche 1555–1740. Herrschaft – Gesellschaft – Politik. Wissenschaftliche Buchgesellschaft, Darmstadt 2012, ISBN 978-3-534-18757-7 (Rezension).
- Svoboda politike in moč vere. Študije o politični kulturi deželnih stanov habsburške monarhije v času verskih vojn (ok. 1550 – ok. 1650). Založba, Ljubljana 2011, ISBN 978-961-257-036-1.
- Konfessionskonflikt und Herrschaftsordnung. Widerstandsrecht bei den österreichischen Ständen. (1550–1650) (= Veröffentlichungen des Instituts für Europäische Geschichte Mainz. Bd. 201 = Beiträge zur Sozial- und Verfassungsgeschichte des Alten Reichs. Nr. 16). von Zabern, Mainz 2006, ISBN 3-8053-3570-9 (Zugleich: Bonn, Universität, Habilitations-Schrift, 2003; Rezension).
- Theorie der Interaktion. Das europäische Gleichgewicht der Kräfte in der frühen Neuzeit. Böhlau, Wien u. a. 1994, ISBN 3-205-98216-9.

Quelleneditionen
- mit Wolfgang Wagner und Josef Leeb: Deutsche Reichstagsakten. Reichsversammlungen 1556–1662. Der Reichstag zu Regensburg 1567 und der Reichskreistag zu Erfurt 1567. Oldenbourg, München 2007, ISBN 978-3-486-58126-3.
- Der Briefwechsel zwischen Ferdinand I., Maximilian II. und Adam von Dietrichstein. 1563–1565 (= Die Korrespondenz der Kaiser mit ihren Gesandten in Spanien. Bd. 1 = Studien zur Geschichte und Kultur der iberischen und iberoamerikanischen Länder. Bd. 3). Verlag für Geschichte und Politik u. a., Wien u. a. 1997, ISBN 3-7028-0346-7.

Herausgeberschaften
- mit Christina Antenhofer, Christoph Kühberger, Digital Humanities in den Geschichtswissenschaften Böhlau, Wien, Boston 2024, ISBN 3-8252-6116-6
- mit Elisabeth Brunert, András Forgó: Kirche und Kulturtransfer. Ungarn und Zentraleuropa in der Frühen Neuzeit (= Schriftenreihe zur Neueren Geschichte. Neue Folge, Bd. 3). Aschendorff, Münster 2019, ISBN 978-3-402-14770-2.
- mit Lena Oetzel: Historische und systematische Fallstudien in Religion und Politik vom Mittelalter bis ins 21. Jahrhundert (= Salzburger interdisziplinäre Diskurse. Bd. 9). Peter Lang, Frankfurt am Main 2017, ISBN 978-3-631-70664-0.
- mit Karin Sperl, Martin Scheutz: Die Schlacht von Mogersdorf/St. Gotthard und der Friede von Eisenburg/Vasvár 1664. Rahmenbedingungen, Akteure, Auswirkungen und Rezeption eines europäischen Ereignisses. (= Burgenländische Forschungen. Bd. 108). Amt der Burgenländischen Landesregierung, Abteilung 7 – Kultur, Wissenschaft und Archiv, Hauptreferat Landesarchiv und Landesbibliothek, Eisenstadt 2016, ISBN 978-3-901517-80-8.
- mit Norbert Spannenberger: Frieden und Konfliktmanagement in interkulturellen Räumen. Das Osmanische Reich und die Habsburgermonarchie in der Frühen Neuzeit (= Forschungen zur Geschichte und Kultur des östlichen Mitteleuropa. Bd. 45). Steiner, Stuttgart 2013, ISBN 978-3-515-10434-0.
- mit Guido Braun: Frieden und Friedenssicherung in der Frühen Neuzeit. Das Heilige Römische Reich und Europa. Festschrift für Maximilian Lanzinner zum 65. Geburtstag (= Schriftenreihe der Vereinigung zur Erforschung der Neueren Geschichte. Bd. 36). Aschendorff, Münster 2013, ISBN 978-3-402-14764-1.
- mit Martin Scheutz: Von Lier nach Brüssel. Schlüsseljahre österreichischer Geschichte (1496–1995). StudienVerlag, Innsbruck u. a. 2010, ISBN 978-3-7065-5016-1.
- mit Markus Völkel: Historiographie an europäischen Höfen (16.–18. Jahrhundert). Studien zum Hof als Produktionsort von Geschichtsschreibung und historischer Repräsentation (= Zeitschrift für historische Forschung. Beiheft. Bd. 43). Duncker & Humblot, Berlin 2009, ISBN 978-3-428-13095-5.
- mit Martin Scheutz: Was heißt „österreichische“ Geschichte? Probleme, Perspektiven und Räume der Neuzeitforschung (= Wiener Schriften zur Geschichte der Neuzeit. Bd. 6). StudienVerlag, Innsbruck u. a. 2008, ISBN 978-3-7065-4334-7.
- mit Michael Rohrschneider: Wahrnehmungen des Fremden. Differenzerfahrungen von Diplomaten im 16. und 17. Jahrhundert (= Schriftenreihe der Vereinigung zur Erforschung der Neueren Geschichte. Bd. 31). Aschendorff, Münster 2007, ISBN 978-3-402-05682-0.
- mit Maximilian Lanzinner: Der Reichstag 1486–1613. Kommunikation – Wahrnehmung – Öffentlichkeiten (= Schriftenreihe der Historischen Kommission bei der Bayerischen Akademie der Wissenschaften. Bd. 73). Vandenhoeck und Ruprecht, Göttingen 2006, ISBN 3-525-36066-5.
- mit Joachim Bahlcke: Die Konstruktion der Vergangenheit. Geschichtsdenken, Traditionsbildung und Selbstdarstellung im frühneuzeitlichen Ostmitteleuropa (= Zeitschrift für Historische Forschung. Beiheft. Bd. 29). Duncker & Humblot, Berlin 2002, ISBN 3-428-10795-0.
- mit Joachim Bahlcke: Konfessionalisierung in Ostmitteleuropa. Wirkungen des religiösen Wandels im 16. und 17. Jahrhundert in Staat, Gesellschaft und Kultur (= Forschungen zur Geschichte und Kultur des östlichen Mitteleuropa. Bd. 7). Steiner, Stuttgart 1999, ISBN 3-515-07583-6.